# Kolerakyrkogården i Torsåker
Koleragraven i Torsåker är belägen i byn Hästhagen, Torsåkers socken, Gnesta kommun. Graven uppstod 1854  i samband med att koleran 2 oktober 1854 nått bygden. Totalt dog under oktober månad 19 personer. Av dem är åtminstone 17 personer begravda i denna massgrav.
Minnesstenen restes av yngsta sonen till Anders Brandt, Lars-Petter Eklundh (1826–1909). Sonen ansåg det vara orätt, att hans far med ödeskamrater inte fick ligga i vigd jord. Därför reste han minnesvården. På stenens sidor finns ingraverat initialerna på de 16 övriga, som ligger i massgraven. Texten lyder:
Minnes Vård öfver Anders Brandt

F 1787 D 1854

Bev Finska kriget 1808–1809

Tyska 1813–1814

Död i kolera varför kyrkogården nekade förvara hans stoft.

Stenen restes av yngste sonen 1865.
På baksidan står:
År 1854 dog 15 män i kolera son hvila här under.

Der bortom solen der hon herskar i sin krets

Bortom Nattens skimrande verldar

Der är de godes samlingsplats

Der bliva ödets gåtor lösta

Der finner troheten sin belöning och lidandet sin seger
Initialerna på stenens sidor är svårläsliga idag. 
År 1966 upptecknades de av Lars-Petter Eklundhs sonsonson Christer Eklundh (1926– ):
MI, L.P, CE, EL, C, P.E.O, J.P.S, J.E.S, C.C ( högra gaveln)

O.V, A.S.N, S.A, C.L, I.L, C.M, J.S.H (vänstra gaveln)